# Critique littéraire psychanalytique
 (avril 2020).
Ne doit pas être confondu avec Critique de la psychanalyse ou Psychocritique.
La critique littéraire psychanalytique est une critique littéraire ou une théorie littéraire qui, par la méthode, les concepts, ou la forme, est influencée par la tradition de psychanalyse commencée par Sigmund Freud. 
La lecture psychanalytique a été pratiquée depuis les premiers développements de la psychanalyse elle-même, et s'est développée en une tradition interprétative hétérogène. Comme l’écrit Celine Surprenant, « la critique psychanalytique littéraire ne constitue pas un champ unifié. Toutefois, toutes les variantes comprennent, au moins à un certain degré, l'idée que la littérature […] est fondamentalement mêlée au psychique ».